# Französische Badmintonmeisterschaft 1950
Die Französische Badmintonmeisterschaft 1950 fand in Lyon statt. Es war die erste Austragung der nationalen Titelkämpfe im Badminton in Frankreich. Bronze im Herreneinzel gewannen Michel Le Renard und Paul Ailloud.

## Finalergebnisse
| Disziplin    | Sieger                          | Finalist                       | Ergebnis            |
| ------------ | ------------------------------- | ------------------------------ | ------------------- |
| Herreneinzel | Henri Pellizza                  | Emile Maillot                  | 15-2, 15-3          |
| Dameneinzel  | Noëlle Ailloud                  | Andrée Gremillet               | 11-4, 11-6          |
| Herrendoppel | Henri Pellizza Bernard Minet    | Paul Ailloud Emile Maillot     | 14-17, 17-16, 15-11 |
| Damendoppel  | Noëlle Ailloud Andrée Gremillet | Yvonne Girard Madeleine Girard | 15-5, 10-15, 15-9   |
| Mixed        | Henri Pellizza Andrée Gremillet | Paul Ailloud Noëlle Ailloud    | 18-16, 15-10        |